# Völkerball (Album)
Völkerball ist das zweite Livealbum der deutschen Metal-Band Rammstein, das am 17. November 2006 als DVD veröffentlicht wurde. Sie zeigt die sechs Musiker auf der Ahoi Tour in den Jahren 2004 und 2005 für deren viertes Studioalbum  Reise, Reise, bei der sie insgesamt vor über einer Million Zuschauer spielten. Völkerball erschien in drei verschiedenen Editionen. Das Album wurde am 18. September 2007 auch in den USA veröffentlicht.

## Versionen
- Die „Standard-Version“ beinhaltet eine DVD mit 140 Minuten Live-Konzert und eine CD mit 75 Minuten Audio-Konzertaufnahmen.
- Die „Special Edition“ enthält zusätzlich eine DVD mit zwei Dokumentationen.
- Die „Limited Edition“ beinhaltet als Extra ein 190-seitiges Tour-Fotobuch und eine zusätzliche Audio-CD (insgesamt 105 Minuten Audio-Konzertaufnahmen auf zwei CDs). Die vier Discs befinden sich dabei auf Haltern im vorderen Inneneinband des Buches.

### Standard-DVD
Les Arènes de Nîmes, Nîmes (Frankreich): 23. Juli 2005
1. Reise, Reise
2. Links 2-3-4
3. Keine Lust
4. Feuer frei!
5. Asche zu Asche
6. Morgenstern
7. Mein Teil
8. Stein um Stein
9. Los
10. Du riechst so gut
11. Benzin
12. Du hast
13. Sehnsucht
14. Amerika
15. Rammstein
16. Sonne
17. Ich will
18. Ohne dich
19. Stripped
20. Outro

Brixton Academy, London (England): 2. – 4. Februar 2005
1. Sonne
2. Rein raus
3. Ohne dich
4. Feuer frei!

Club Citta, Tokio (Japan): 3. Juni 2005
1. Mein Teil
2. Du hast
3. Los (Trailer)

Olimpijski, Moskau (Russland): 28. November 2004
1. Moskau (Special)

### Bonus-DVD
Auf der Bonus-DVD der Special und Limited Edition befinden sich zwei Dokumentationen.
1. „Anakonda im Netz“ – A Rammstein Documentary
2. Making of Reise, Reise

Die erste Dokumentation stammt von Mathilde Bonnefoy und beinhaltet neben einigen Ausschnitten des Nîmes-Konzerts Interviews mit allen sechs Bandmitgliedern und Manager Emanuel Fialik. Die zweite Dokumentation stammt von Gitarrist Paul Landers und gibt einen kurzen Einblick in die Entstehung des Albums Reise, Reise.

### Audio-CD(s)
Auf der in der Standard-Version und der „Special Edition“ enthaltenen CD befinden sich folgende Live-Mitschnitte aus dem Amphitheater von Nîmes (Frankreich):
1. Intro – 2:06
2. Reise, Reise – 5:33
3. Links 2-3-4 – 4:53
4. Keine Lust – 3:55
5. Feuer frei! – 3:34
6. Asche zu Asche – 4:08
7. Morgenstern – 4:55
8. Mein Teil – 6:29
9. Los – 6:27
10. Du riechst so gut – 5:50
11. Benzin – 4:07
12. Du hast – 4:23
13. Sehnsucht – 4:25
14. Amerika – 6:22
15. Sonne – 4:54
16. Ich will – 4:22

Auf den beiden Audio-CDs der „Limited Edition“ befinden sich das Outro sowie sämtliche Live-Mitschnitte des Konzerts, inklusive der Lieder Stein um Stein, Rammstein, Ohne dich und Stripped.

## Hintergründe

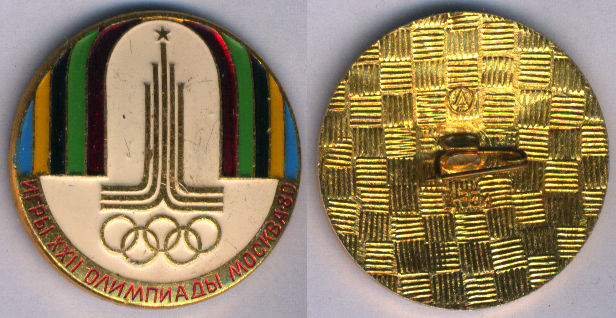
Logo der Olympischen Sommerspiele 1980

- Das Coverbild der Veröffentlichung ist eine Adaption des Logos der Olympischen Sommerspiele 1980 in Moskau.
- Die DVD war bei der Echoverleihung 2007 in der Kategorie Musik-DVD-Produktion (national oder international) nominiert, verlor aber gegen Pink Floyds Pulse.

## Chartplatzierungen
| ChartsChartplatzierungen       | Höchstplatzierung | Wochen |
| ------------------------------ | ----------------- | ------ |
| Deutschland (GfK)              | 1 (41 Wo.)        | 41     |
| Österreich (Ö3)                | 3 (16 Wo.)        | 16     |
| Schweiz (IFPI)                 | 7 (15 Wo.)        | 15     |
| Vereinigte Staaten (Billboard) | 147 (1 Wo.)       | 1      |

## Auszeichnungen für Musikverkäufe

### Album
| Land/Region        | Auszeichnungen für Musikverkäufe (Land/Region, Auszeichnung, Verkäufe) | Verkäufe |
| ------------------ | ---------------------------------------------------------------------- | -------- |
| Dänemark (IFPI)    | Gold                                                                   | 20.000   |
| Deutschland (BVMI) | 2× Platin                                                              | 400.000  |
| Polen (ZPAV)       | Gold                                                                   | 10.000   |
| Russland (NFPF)    | Platin                                                                 | 20.000   |
| Schweiz (IFPI)     | Gold                                                                   | 15.000   |
| Insgesamt          | 3× Gold · 3× Platin ·                                                  | 465.000  |

Hauptartikel: Rammstein/Auszeichnungen für Musikverkäufe

### Videoalbum
| Land/Region                  | Auszeichnungen für Musikverkäufe (Land/Region, Auszeichnung, Verkäufe) | Verkäufe |
| ---------------------------- | ---------------------------------------------------------------------- | -------- |
| Deutschland (BVMI)           | 2× Platin                                                              | 100.000  |
| Vereinigtes Königreich (BPI) | Gold                                                                   | 25.000   |
| Insgesamt                    | 1× Gold · 2× Platin ·                                                  | 125.000  |

Hauptartikel: Rammstein/Auszeichnungen für Musikverkäufe